# 天主教卡斯卡韦尔总教区
天主教卡斯卡韋爾總教區（拉丁語：Archidioecesis Cascavellensis）是羅馬天主教在巴西的一個教省總教區，下轄三個教區。
總教區位於巴拉那州西南部，2006年有教友292,000人，佔轄區總人口74.9%。教區下轄三十個堂區，有六十名司鐸。現任教區總主教為毛羅·阿帕雷西多·桑托斯。
1978年5月5日成立教區。1979年10月16日升為總教區。